# 萨克森堡
萨克森堡是奥地利克恩顿州德劳河畔施皮塔尔县的一个市镇。总面积42.57平方公里，总人口1408人，人口密度33.1人/平方公里（2005年）。